# Barbacenia monticola
Barbacenia monticola är en enhjärtbladig växtart som beskrevs av Lyman Bradford Smith och Edward Solomon Ayensu. Barbacenia monticola ingår i släktet Barbacenia och familjen Velloziaceae. Inga underarter finns listade.